# 16-та піхотна дивізія (Третій Рейх)
16-та піхотна дивізія (Третій Рейх) (нім. 16. Infanterie-Division) — піхотна дивізія Вермахту на початку Другої світової війни. З 1 листопада 1940 була стала базою для формування 16-ї моторизованої та 16-ї танкової дивізій Вермахту.

## Історія
16-та піхотна дивізія була приховано сформована 1 жовтня 1934 року під назвою комендатури Мюнстера у 6-му військовому окрузі (нім. Wehrkreis VI) у складі 1-ї хвилі мобілізації.

## Райони бойових дій
- Польща (вересень — листопад 1939)
- Німеччина (листопад 1939 — травень 1940)
- Франція (травень — листопад 1940)

## Командування

### Командири
- генерал-лейтенант Гергард Глокке (нім. Gerhard Glokke) (15 жовтня 1935 — 12 жовтня 1937);
- генерал-лейтенант Готтард Гейнріці (нім. Gotthard Heinrici) (12 жовтня 1937 — 31 січня 1940);
- генерал-лейтенант Генріх Крампф (нім. Heinrich Krampf) (1 лютого — 1 червня 1940);
- генерал-полковник Ганс-Валентін Губе (нім. Hans-Valentin Hube) (1 червня — 1 листопада 1940).

## Нагороджені дивізії
Нагороджені дивізії
|  | Категорія:Кавалери Лицарського хреста Залізного хреста | 2 |